# Team Corratec/2023
Deze pagina geeft een overzicht van de Team Corratec-wielerploeg in 2023.

## Algemene gegevens
Teammanager: Serge Parsani
Ploegleiders: Francesco Frassi, Fabiana Luperini, Marco Zamparella
Fietsmerk: Corratec

## Renners
| Naam                  | Geboortedatum | Nationaliteit       | Ploeg 2022                                       |
| --------------------- | ------------- | ------------------- | ------------------------------------------------ |
| Matteo Amella         | 26-10-2001    | Italië              |                                                  |
| Davide Baldaccini     | 22-05-1998    | Italië              |                                                  |
| Antonio Barać         | 19-01-1997    | Kroatië             | Meridiana Kamen Team                             |
| Valerio Conti         | 30-05-1993    | Italië              | Astana Qazaqstan Team                            |
| Nicolas Dalla Valle   | 13-09-1997    | Italië              | Giotti Victoria-Savini Due                       |
| Stefano Gandin        | 28-05-1996    | Italië              |                                                  |
| Alessandro Iacchi     | 26-05-1999    | Italië              | Team Qhubeka                                     |
| Alexander Konysjev    | 25-07-1998    | Italië              | Team BikeExchange-Jayco                          |
| Giulio Masotto        | 14-05-1999    | Italië              |                                                  |
| Marco Murgano         | 29-03-1998    | Italië              |                                                  |
| Simone Olivero        | 29-04-2001    | Italië              |                                                  |
| Andrij Ponomar *      | 05-09-2002    | Oekraïne            | Team Arkéa Samsic                                |
| Charlie Quarterman    | 06-09-1998    | Verenigd Koninkrijk | Philippe Wagner Cycling                          |
| Lorenzo Quartucci     | 05-04-1999    | Italië              | D'Amico-UM Tools                                 |
| Jan Stöckli           | 08-01-1999    | Zwitserland         |                                                  |
| Veljko Stojnić        | 04-02-1999    | Servië              |                                                  |
| German Nicolás Tivani | 31-10-1995    | Argentinië          | Agrupación Virgen de Fatima-San Juan Biker Motos |
| Karel Vacek           | 09-09-2000    | Tsjechië            | Tirol KTM Cycling Team                           |
| Etienne van Empel     | 14-04-1994    | Nederland           | China Glory Continental Cycling Team             |
| Attilio Viviani       | 18-10-1996    | Italië              | Bingoal Pauwels Sauces WB                        |
| Samuele Zambelli      | 02-04-1998    | Italië              | Work Service Vitalcare Vega                      |

*vanaf 10/8

### Stagiairs
Per 1 augustus 2023
| Naam               | Geboortedatum | Nationaliteit | Vorige ploeg                           |
| ------------------ | ------------- | ------------- | -------------------------------------- |
| Valentin Darbellay | 19-11-1997    | Zwitserland   | Elite Fondations Cycling Team          |
| Antoine Debons     | 17-02-1998    | Zwitserland   | Philippe Wagner Cycling                |
| Kyrylo Tsarenko    | 13-10-2000    | Oekraïne      | Hopplà - Petroli Firenze - Don Camillo |

### Vertrokken
| Naam                | Geboortedatum | Nationaliteit | Ploeg 2023                         |
| ------------------- | ------------- | ------------- | ---------------------------------- |
| Preslav Balabanov   | 09-01-2001    | Bulgarije     | ?                                  |
| Giuseppe Daidone    | 17-06-2002    | Italië        | ?                                  |
| Nicolò De Lisi      | 07-01-2001    | Zwitserland   | Hopplà-Petroli Firenze-Don Camillo |
| Lorenzo Iacchi      | 04-07-2003    | Italië        | ?                                  |
| Luca Marziale       | 11-01-2002    | Italië        | ?                                  |
| Dušan Rajović       | 19-11-1997    | Servië        | Bahrain-Victorious                 |
| Jose Pitti          | 03-07-2003    | Panama        | ?                                  |
| Oscar Daniel Tellez | 21-01-2001    | Colombia      | ?                                  |
| Manuel Zobrist      | 08-03-1997    | Zwitserland   | ?                                  |

## Overwinningen
Ronde van het Qinghaimeer
3e etappe: Davide Baldaccini
Cupa Max Ausnit
Nicolás Tivani
Ronde van het Taihu-meer
Ploegenklassement: *1)
Ronde van Hainan
4e etappe: Nicolas Dalla Valle
Puntenklassement: Nicolas Dalla Valle
*1) Ploeg Ronde van het Taihu-meer: Dalla Valle, Iacchi, Konysjev, Masotto, Viviani, Zambelli
Bingoal Pauwels Sauces WB · Bolton Equities Black Spoke · Burgos-BH · Caja Rural-Seguros RGA · EOLO-Kometa · Equipo Kern Pharma · Euskaltel-Euskadi · Green Project-Bardiani-CSF-Faizanè  · Human Powered Health · Israel-Premier Tech · Lotto-Dstny · Q36.5 Pro Cycling Team · Team Corratec · Team Flanders-Baloise · Team Novo Nordisk · Team TotalEnergies · Tudor Pro Cycling Team · Uno-X Pro Cycling Team
2022 · 2023 · 2024 · 2025